# Flick of the Switch
Flick of the Switch (englisch für „Der Knopfdruck“) ist das achte international veröffentlichte Studioalbum der australischen Hard-Rock-Band AC/DC. Es wurde im April 1983, kurz nach ihrer Europa-Tour, aufgenommen. Das Album kam am 15. August 1983 in den USA auf den Markt. 2003 wurde es im Rahmen der AC/DC-Remasters-Serie wiederveröffentlicht.

## Hintergrund
Flick of the Switch entstand auf den Bahamas im selben Studio wie AC/DCs Erfolgsalbum Back in Black drei Jahre zuvor. Erstmals produzierte die Band ihr Album selbst, ohne Unterstützung von außen. Während der Aufnahmen des Albums verließ der Schlagzeuger Phil Rudd aufgrund persönlicher Probleme mit Malcolm Young die Band. Zu diesem Zeitpunkt hatte er allerdings seine einzeln aufgenommenen Drum-Parts bereits komplett eingespielt, so dass die Veröffentlichung wie geplant stattfinden konnte. Rudd wurde schließlich durch Simon Wright ersetzt, der bereits in den zu diesem Album produzierten Musikvideos Flick of the Switch und Nervous Shakedown zu sehen war.

## Tournee

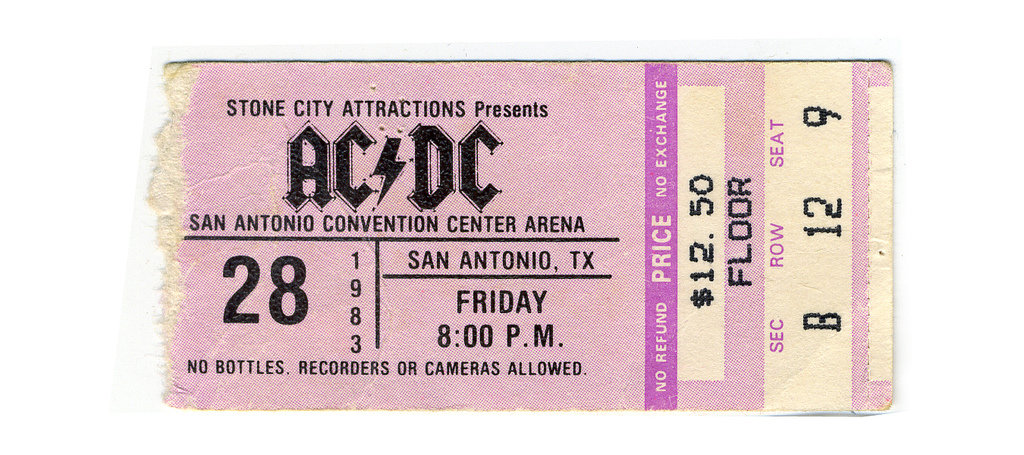
Tourneeticket der Flick of the Switch Tour (1983)

Obwohl das Album nicht besonders erfolgreich war, fanden zu dieser Zeit zwei AC/DC-Konzerttourneen statt. Die Flick of the Switch-Tour begann am 11. Oktober 1983 in Kanada und führte die Band quer durch die Vereinigten Staaten. Das letzte Konzert absolvierten AC/DC am 19. Dezember 1983 im Madison Square Garden. Diese Tour beinhaltete mehr als 50 Auftritte in knapp zwei Monaten. Die Monsters of Rock-Tour folgte ab 11. August 1984 mit zwölf weiteren Auftritten, die eine leicht abweichende Setlist gegenüber der ersten Tournee beinhaltete.

### Setlist
1. Guns for Hire
2. Shoot to Thrill
3. Sin City
4. Bedlam in Belgium
5. Back in Black
6. Bad Boy Boogie
7. The Jack
8. Rock and Roll Ain't Noise Pollution
9. Flick of the Switch
10. Hells Bells
11. Down Payment Blues
12. Rock 'n' Roll Damnation
13. Dirty Deeds Done Dirt Cheap
14. Highway to Hell
15. Whole Lotta Rosie
16. Let There Be Rock
17. T.N.T.
18. You Shook Me All Night Long
19. For Those About to Rock (We Salute You)

## Titelliste (Flick of the Switch Album, 1983)
1. Rising Power (Angus Young, Malcolm Young, Brian Johnson) – 3:43
2. This House Is on Fire (Angus Young, Malcolm Young, Brian Johnson) – 3:23
3. Flick of the Switch (Angus Young, Malcolm Young, Brian Johnson) – 3:17
4. Nervous Shakedown (Angus Young, Malcolm Young, Brian Johnson) – 4:22
5. Landslide (Angus Young, Malcolm Young, Brian Johnson) – 3:56
6. Guns for Hire (Angus Young, Malcolm Young, Brian Johnson) – 3:25
7. Deep in the Hole (Angus Young, Malcolm Young, Brian Johnson) – 3:17
8. Bedlam in Belgium (Angus Young, Malcolm Young, Brian Johnson) – 3:48
9. Badlands (Angus Young, Malcolm Young, Brian Johnson) – 3:37
10. Brain Shake (Angus Young, Malcolm Young, Brian Johnson) – 4:00

## Rezeption
Bei Veröffentlichung wurde dem Album im Rock-Hard-Magazin von Uwe Lerch lediglich eine 4,5-Bewertung von 10 möglichen Punkten zugeteilt. In einem späteren Review in selbigen Magazin zeigte sich Götz Kühnemund weitaus mehr angetan und vergab 9 Punkte. Dazu urteilte er: „Sträflich unterbewertet ist diese Scheibe, die seinerzeit sogar als Flop gehandelt wurde. Zwar reicht Flick of the Switch tatsächlich nicht an die ganz großen Glanztaten der Band heran, aber schwache Songs findet man hier trotzdem nicht. Im Gegenteil: Rising Power, This House Is on Fire, Guns for Hire, Bedlam in Belgium oder Badlands gehören zu den unentdeckten Perlen im Fundus der Band. Lediglich die Produktion, die in den Händen der Band selbst lag, kann nicht mit dem Monstersound der drei Vorgänger (Mutt Lange) konkurrieren.“
Sounds beschreibt das Album als eine Rückkehr zur alten Form, obwohl es nach dem mäßigen Erfolg von For Those About to Rock veröffentlicht wurde. Das Album gäbe präzise Antworten auf die Frage, wie es weitergehen solle. Es orientiere sich stark an der Back in Black-Linie und zeige viel Elan, obwohl nicht alles gelänge. Bemängelt wird das teilweise Fehlen überraschender Elemente und der typische Wechsel zwischen ruhigen und fetzigen Passagen. Brian Johnsons Gesang wird als scharf, aber weniger rau als der von Bon Scott beschrieben.

## Kommerzieller Erfolg
Das Album galt kurz nach seiner Veröffentlichung als eines der schwächeren Werke der Band und wurde zu einem finanziellen Flop. Es erreichte in den USA Platz 15 und erhielt für über eine Million verkaufte Exemplare eine Platinauszeichnung. In Großbritannien gab es lediglich Gold, wo das Album bis auf Platz 4 kam. In Deutschland kam es bis auf Platz 6, in den anderen deutschsprachigen Gebieten Österreich und der Schweiz platzierte es sich auf 9 bzw. 28.

### Chartplatzierungen
| ChartsChartplatzierungen       | Höchstplatzierung | Wochen |
| ------------------------------ | ----------------- | ------ |
| Deutschland (GfK)              | 6 (14 Wo.)        | 14     |
| Österreich (Ö3)                | 9 (6 Wo.)         | 6      |
| Schweiz (IFPI)                 | 28 (2 Wo.)        | 2      |
| Vereinigte Staaten (Billboard) | 15 (23 Wo.)       | 23     |
| Vereinigtes Königreich (OCC)   | 4 (9 Wo.)         | 9      |

### Auszeichnungen für Musikverkäufe
| Land/Region                  | Auszeichnungen für Musikverkäufe (Land/Region, Auszeichnung, Verkäufe) | Verkäufe  |
| ---------------------------- | ---------------------------------------------------------------------- | --------- |
| Australien (ARIA)            | 3× Platin                                                              | 210.000   |
| Deutschland (BVMI)           | Gold                                                                   | 250.000   |
| Frankreich (SNEP)            | Gold                                                                   | 100.000   |
| Neuseeland (RMNZ)            | Platin                                                                 | 20.000    |
| Vereinigte Staaten (RIAA)    | Platin                                                                 | 1.000.000 |
| Vereinigtes Königreich (BPI) | Gold                                                                   | 100.000   |
| Insgesamt                    | 3× Gold · 5× Platin ·                                                  | 1.780.000 |

Hauptartikel: AC/DC/Auszeichnungen für Musikverkäufe